# پناهگاه حیات وحش دره آجر
دره آجر از جمله پناهگاه‌های حیات وحش و پارک‌های ملی مرکز افغانستان است که به دلیل داشتن مناطق تاریخی و سرسبز دارای بوم‌سازگان ویژه خود است.
این منطقه در ولسوالی یکاولنگ در فاصله ۷۵ کیلومتر شهر بامیان قرار دارد. بخش مرکزی این منطقه حفاظت شده در ولسوالی یکاولنگ و بخش‌های شرقی آن در ولسوالی کهمرد بامیان قرار دارد.

## تاریخچه
در سال ۱۹۰۰ میلادی، دره آجر شکارگاه حبیب‌الله خان پادشاه وقت افغانستان بود. در هنگام پادشاهی ظاهر شاه، این دره توسط یکی از بزرگان محلی به شاه معرفی شد و ظاهر شاه با دیدن منظره‌های زیبا و طبیعی این دره آن را به عنوان منطقه حفاظت شده و شکارگاه خانواده پادشاهی اعلام کرد.
پس از بیش از سه دهه تنش مسلحانه و گسترش اسکان مردم محلی، این دره هم‌اکنون با فشار از سوی عوامل انسانی روبرو است.

## گونه‌های منحصربفرد
این پارک دارای گونه‌های زیستی منحصربفرد مانند: پلنگ برفی، سیاه‌گوش، گوسفند وحشی اوریال، بزکوهی کاپرا، گوزن باختری و آهوی رنگ است. از جمله پرندگان ساکن این پارک می‌توان به باز، لک‌لک و بادخورک اشاره کرد. پوشش گیاهی عمده آن از چمن پیازک‌دار است که ۲۵–۱۰۰ درصد زمین را پوشانده‌است.